# Steve Wynn
Stephen Alan Wynn (ur. 27 stycznia 1942 w New Haven w stanie Connecticut) – amerykański inwestor budowlany, specjalizujący się w budowie kasyn w Las Vegas. Jego przedsiębiorstwa odnowiły i zbudowały wiele znanych dziś na całym świecie kasyn i hoteli, takich jak: Golden Nugget, Mirage, Treasure Island, Bellagio, Wynn, czy Encore. W 2008 r. Wynn znalazł się na 277 miejscu, wśród najbogatszych ludzi świata z majątkiem wartym 3,9 mld dolarów.

## Życiorys

### Młodość
Stephen Alan Weinberg (jego ojciec, Michael zmienił nazwisko, kiedy Steve miał sześć miesięcy) ukończył w 1959 r. prywatną szkołę dla chłopców, Manlius School w Syracuse. Później na Uniwersytecie Pensylwanii studiował antropologię i literaturę angielską.
Ojciec Steve’a, Michael Weinberg (później Michael Wynn), otworzył sieć salonów bingo we wschodnich Stanach. W 1946 r. zmienił nazwisko na „Wynn” przypuszczalnie ze względów marketingowych. Zmarł w 1963 r. w Minneapolis z powodu komplikacji po przebytej operacji serca, zostawiając 350 000 dolarów długów.
Wynn po śmierci ojca przejął rodzinny interes i zaczął go rozwijać. Radził sobie tak dobrze, że uzbierał wystarczającą ilość pieniędzy, by kupić udziały we Frontier Hotel and Casino w Las Vegas, gdzie wraz z żoną Elaine przeniósł się w 1967 r. Dzięki umiejętnemu wykorzystaniu swoich dochodów, przejął znajdujące się w centrum miasta Golden Nugget Las Vegas, które nie tylko odnowił, ale i całkowicie odmienił, przekształcając zwykłą salę hazardową w ekskluzywny hotel i kasyno. Zmiana okazała się ogromnym sukcesem i przyciągnęła nową klientelę do centrum Las Vegas.

### Hotel Mirage, Treasure Island i Bellagio
Wynna już wcześniej interesowały kasyna. Jego pierwszym dużym projektem, w którym wziął udział była budowa hotelu Mirage. Otworzony przy Las Vegas Strip w 1989 r. ustanowił nowy standard w budownictwie. Wytyczył nowe proporcje między kosztami budowy a wielkością i luksusem. W jego środku powstał las, a na zewnątrz wulkan i ogromne fontanny. Duży nacisk położono na luksusowe urządzenie pokoi, których jest ponad 3000 i obsługę. Koszt budowy, który wyniósł blisko 630 milionów dolarów sfinansowano głównie dzięki obligacjom śmieciowym wydanym przez Michaela Milkena. Jego budowę uznano za dość ryzykowne przedsięwzięcie z powodu wysokich kosztów i nacisku na luksus. Jednak wbrew wszelkim obawom projekt okazał się sukcesem, a Wynn zapisał się w historii Las Vegas.
Kolejnym dużym przedsięwzięciem Wynna był Treasure Island Hotel and Casino. Otworzony w 1993 r. obiekt kosztował 450 milionów dolarów i także był dla niego wielkim sukcesem. Wybudowany obok hotelu Mirage słynie z występów piratów i Cirque de Soleil.
Sukces poprzednich projektów sprawił, że Wynn postanowił pójść jeszcze dalej i rozwinąć swoją koncepcję luksusowego kasyna. Wybudowany za 1,6 miliarda dolarów hotel Bellagio, był w momencie ukończenia najdroższy na świecie. Znajduje się w nim m.in. sztuczne jezioro, konserwatorium, muzeum sztuki, liczne galerie, butiki i restauracje z Paryża, San Francisco i Nowego Jorku. Zaprojektował go sławny na całym świecie amerykański architekt, Jon Jerde.

### Wynn Las Vegas i Encore
W 2000 r. Mirage został sprzedany firmie MGM Grand Inc. za 6,6 miliarda dolarów, a kilka miesięcy później utworzono MGM Mirage. Z pieniędzy, które Wynn zrobił na tej umowie zbudował nowe, jeszcze droższe kasyno Wynn Las Vegas, które otworzył na miejscu Desert Inn, 28 kwietnia 2005 r. Wynn Las Vegas jest własnością Wynn Resorts Limited, którego Steve jest prezesem i dyrektorem naczelnym.
Latem 2008 r. do kolekcji kasyn i hoteli Wynna dołączył Encore Las Vegas. Otwarty 22 grudnia 2008 r. zatrudnia 3500 pracowników.

## Kolekcjoner sztuki
Wynn jest posiadaczem obszernego zbioru dzieł sztuki, a w jego kolekcji są obrazy m.in. Paula Cézanne’a, Paula Gauguina, Vincenta van Gogha, Édouarda Maneta, Henri Matisse’a, Pabla Picassa czy Andy’ego Warhola.
Część zbiorów była wystawiana w hotelu Bellagio i w Nevada Museum of Art w Reno. Kiedy ukończono budowę Wynn Las Vegas, dzieła umieszczono w specjalnie przygotowanej galerii. Najważniejszym i najcenniejszym obrazem w całej kolekcji jest portret Picassa Le Rêve. Wynn nabył go w 1997 r. za 48,4 miliona dolarów.

## Życie prywatne
W 1963 r. poślubił Elaine Farrell Pascal, którą poznał jeszcze w college’u. Po ponad dwudziestu latach małżeństwa, w 1986 r. rozwiedli się, a w 1991 r. pobrali po raz drugi. Papiery rozwodowe po raz kolejny złożyli 5 marca 2009 r.
Mają dwie córki, Kevyn i Gillian. Kevyn została w 1993 r. porwana, za jej uwolnienie Wynn zapłacił 1,45 miliona dolarów okupu. Porywaczy aresztowano, kiedy próbowali kupić Ferrari w Newport Beach w Kalifornii, a kilka godzin później odnaleziono Kevyn, całą i zdrową.
W 2004 r. Wynn stał się miliarderem, kiedy wartość netto jego majątku wzrosła do 1,3 miliarda dolarów.